# Zena Brody
Zena Brody (10 de marzo de 1928 – 12 de junio de 1971) fue una mujer estadounidense que trabajó para DC Comics como editora de la línea de cómics románticos durante la edad de oro del cómic. Tras su nombramiento en 1949, Brody se convirtió en la primera mujer editora de cómics de la historia. 

## Vida temprana
Brody era hija de Samuel Friedland y Rebecca Rosen, inmigrantes rusos.  Solo tenía una hermana llamada Gloria Jean Friedland. Brody estudió en la Universidad de Michigan, donde obtuvo una licenciatura en Artes con especialización en Inglés. Se casó con Eugene Brody el 24 de junio de 1951 en Nueva York. 

## Carrera
Tras graduarse de la Universidad de Michigan, Brody fue contratada por el editor jefe Irwin Donenfeld para ser la primera editora de la línea romántica de DC Comics.  En 1952, editaba los títulos Secret Hearts, Girls' Romance y Girls' Love Stories.  Donenfeld declaró en una entrevista que:

"Las revistas románticas realmente atraían a las chicas jóvenes", dice, "así que sentí que una mujer tendría una mejor idea de lo que le gustaría a una chica joven, mejor que un tipo como Bob Kanigher, que estaba haciendo cómics de guerra".

 
Brody fue contratada para lanzar Girls' Love Stories, que abordaba temas tradicionales como el comportamiento femenino, los roles de género, el amor, el sexo y el matrimonio. Continuó editando Girls' Romances y Secret Hearts.  Zena continuó su carrera hasta que fue reemplazada por las editoras Ruth Brant, Phyllis Reed y Dorothy Woolfolk.